# Adolf Hitler als Ehrenbürger

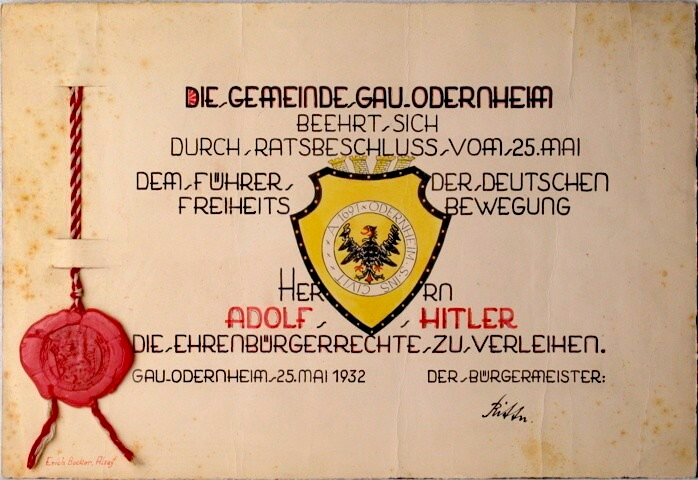
Ehrenbürgerurkunde für Adolf Hitler vom 25. Mai 1932, (Unterschrift von Heinrich Ritter)

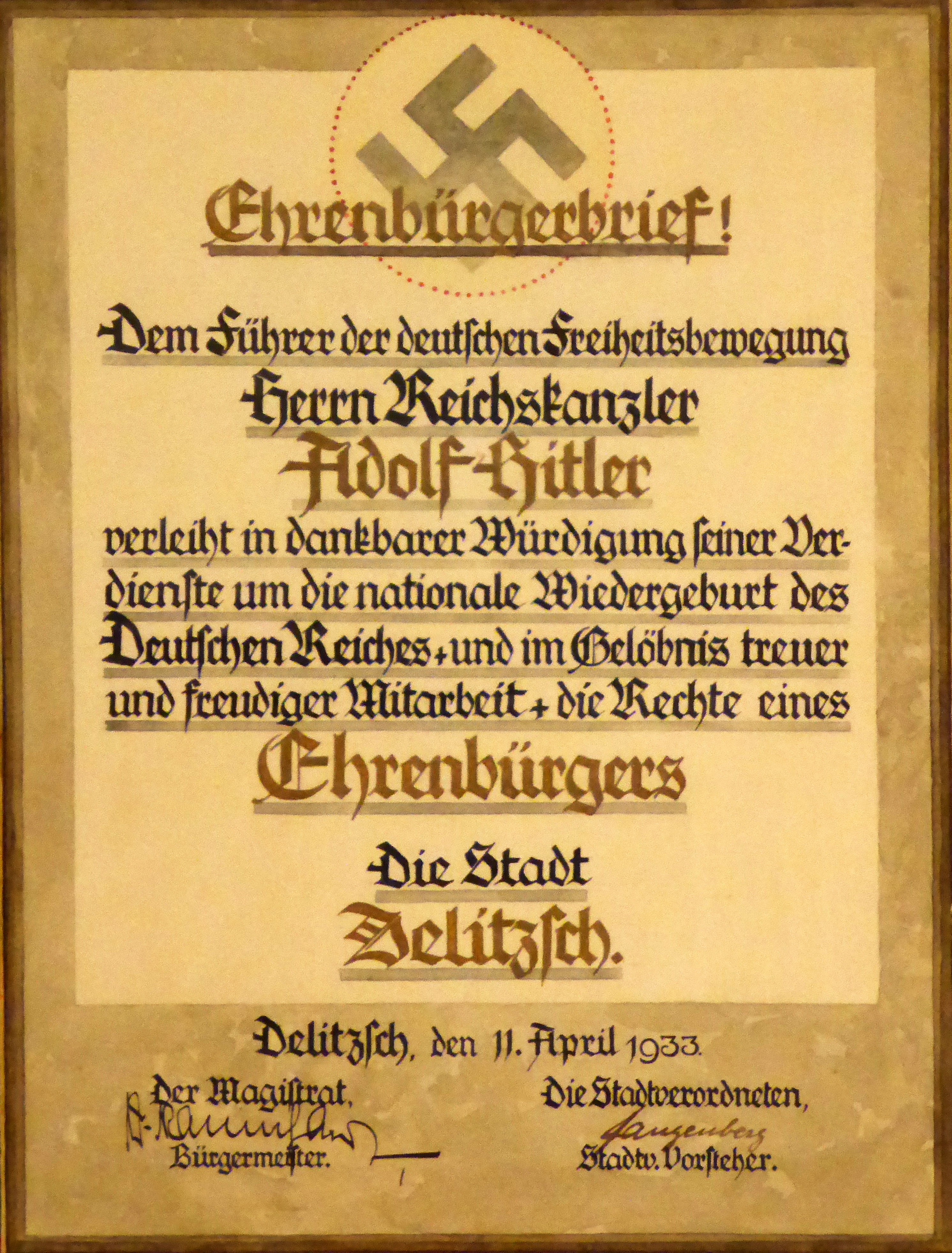
Ehrenbürgerbrief Adolf Hitler in Delitzsch (1933)

Adolf Hitler war Ehrenbürger zahlreicher deutscher und österreichischer Städte und Gemeinden.
Eine Ehrenbürgerschaft wird üblicherweise auf Lebenszeit verliehen, wenngleich etliche Gemeinden historische Ehrenbürgerlisten führen. Für Kriegsverbrecher hat eine Direktive des Alliierten Kontrollrats in Deutschland den Verlust des Ehrenbürgerrechts festgelegt, was mangels gerichtlicher Verurteilung aber nicht für Adolf Hitler galt. Viele Städte haben Hitler die Ehrenbürgerwürde ausdrücklich postum entzogen. Vereinzelte Städte haben mit der Begründung, dass die Ehrenbürgerschaft ohnehin mit dem Tod erloschen sei, keine Aberkennung vorgenommen. Konflikte um diese Frage ziehen sich bis in die jüngste Zeit.

## Beispiele

### Coburg
Als erste deutsche Stadt verlieh Coburg am 26. Februar 1932, nach einem Dringlichkeitsantrag der NSDAP-Stadtratsfraktion, Hitler, der an diesem Tag deutscher Staatsbürger geworden war, das Ehrenbürgerrecht. Die Ehrenbürgerurkunde wurde am 16. Oktober 1932 anlässlich des 10. Jahrestages von Hitlers „Zug nach Koburg“, am sogenannten Hitler-Tag übergeben. Auf Antrag des SPD-Stadtrates Grosser beschloss der Stadtrat am 20. Februar 1946 die Aberkennung der Ehrenbürgerrechte. Als zweite Stadt bezüglich der Verleihung folgte Neustadt an der Aisch am 7. März 1932.

### Eppingen
Ein Beispiel für den Ablauf von Verleihung und Aberkennung sind die Vorgänge in der badischen Stadt Eppingen:
Bereits fünf Wochen nach der Ernennung Hitlers zum Reichskanzler durch den Reichspräsidenten Hindenburg stellte die NSDAP-Ortsgruppe Eppingen, vertreten durch Karl Doll und Karl Zutavern, am 7. März 1933 an den Gemeinderat den Antrag, Adolf Hitler zum Ehrenbürger der Stadt Eppingen zu ernennen und gleichzeitig einer Straße den Namen Adolf-Hitler-Straße zu geben. Dies geschah mit der Begründung, dass fast zwei Drittel der Wähler sich für die nationalsozialistische Bewegung entschieden hätten. Bei der letzten inzwischen nicht mehr freien Reichstagswahl vom 5. März 1933 waren in Eppingen von den 1959 abgegebenen Stimmen 1173 (59,9 %) auf die NSDAP entfallen. Weiter heißt es in der Begründung:

„Sollten die Anträge Annahme finden, so wäre Eppingen die erste Stadtgemeinde, die im Bezirk Sinsheim und darüber hinaus in der nächsten Umgebung den Herrn Reichskanzler zum Ehrenbürger ernennen würde.“

So beschloss der Gemeinderat unter Bürgermeister Albert Wirth am 13. März 1933, dass Adolf Hitler zum Ehrenbürger der Stadt Eppingen ernannt wird und die Brettener Straße die Bezeichnung Adolf-Hitler-Straße erhält. Von den Gemeinderäten waren anwesend: Pfründer, Doll, Stroh, Welz, Lang, Hecker, Zorn und Wieser. Noch am gleichen Abend ging ein Telegramm an „Herrn Reichskanzler Hitler in Berlin: Die Stadtgemeinde Eppingen hat Sie zum Ehrenbürger ernannt und entbietet Ihnen ehrerbietigsten Gruß mit aufrichtigstem Wunsch segensreicher Regierung.“ Die Eppinger Zeitung meldete am 14. März 1933:

„Die hiesige Ortsgruppe der NSDAP gab der Freude über die Ehrung ihres Führers dadurch Ausdruck, dass sie am Abend in geschlossenem Zuge vor das Rathaus zog, um dem auf dem Balkon des Rathauses versammelten Gemeinderat für seinen Beschluss zu danken. Die Feuerwehrkapelle eröffnete die Feier vor dem Rathaus.“

In der vierten Sitzung des provisorischen Gemeinderats wurde am 10. Januar 1946 unter dem Vorsitz von Bürgermeister Jakob Dörr das vom Gemeinderat an Adolf Hitler verliehene Ehrenbürgerrecht zurückgenommen.

## Liste der Ehrenbürgerschaften Adolf Hitlers
Da Hitler sehr viele Ehrenbürgerschaften erhielt, darunter von 2000 sächsischen Gemeinden, erhebt diese Liste keinen Anspruch auf Vollständigkeit.

### Deutschland
| Stadt/Gemeinde           | Land                         | Datum der Verleihung | Datum der Aberkennung            | Bemerkungen/Quellen |
| ------------------------ | ---------------------------- | -------------------- | -------------------------------- | --- |
| Aachen                   | Preußen                      | 29. März 1933        | 1983                             | Nach einer Feststellung des Rates im Jahr 1983 ist die Ehrenbürgerschaft Hitlers 1945 erloschen. |
| Ahrensmoor               | Preußen                      | 4. Juli 1932         |                                  | Stader Tageblatt vom 20. Juli 1932 |
| Aichach                  | Bayern                       | 5. Apr. 1933         | 6. Nov. 1945                     | Mit Beschluss Nr. 45 des Stadtrates Aichach vom 6. November 1945 wurden die Namen Hindenburg, Hitler, Ritter von Epp und Adolf Wagner aus der Liste der Ehrenbürger gestrichen. |
| Albersdorf               | Preußen                      | 29. März 1933        | 21. Sep. 2009                    | Einstimmiger Gemeinderatsbeschluss vom 21. September 2009. |
| Amern St. Anton          | Preußen                      | 10. Apr. 1933        | 19. Jan. 2010                    | Distanzierung der Nachfolgegemeinde Schwalmtal durch einstimmigen Gemeinderatsbeschluss |
| Amern St. Georg          | Preußen                      | 12. Apr. 1933        | 19. Jan. 2010                    | Distanzierung der Nachfolgegemeinde Schwalmtal durch einstimmigen Gemeinderatsbeschluss |
| Aschersleben             | Preußen                      | 4. Apr. 1933         | 6. Mai 2006                      | Einstimmiger Beschluss des Stadtrats. |
| Augsburg                 | Bayern                       | 25. Apr. 1933        | Aug. 1946                        | |
| Augustusburg             | Sachsen                      | 25. Feb. 1933        |                                  | Die Übergabe des Ehrenbürgerbriefes erfolgte am 8. Februar 1934 durch eine Abordnung der Sächsischen Gemeindetages. Die Ehrenbürgerschaft endet mit dem Ableben und die Annahme der Ehrenbürgerschaft durch die betreffende Person ist strittig, ein Eintrag im Goldenen Buch der Stadt Augustusburg existiert nicht. |
| Babenhausen              | Volksstaat Hessen            | Ende Apr. 1933       | 30. April 1945 und 16. Juli 2021 | Hitlers Ehrenbürgerschaft war bereits mit seinem Tod erloschen. Am 16. Juli 2021 wurde sie erneut entzogen, durch Antrag in der Stadtverordnetenversammlung. |
| Bad Doberan              | Mecklenburg                  | Aug. 1932            | 2. Apr. 2007                     | |
| Bad Ems                  | Rheinland                    | 6. April 1933        | 1989                             | |
| Bad Honnef               | Rheinland                    | 5. April 1933        | Oktober 2024                     | Ein erster Antrag zur Aberkennung wurde 1983 vom Rat der Stadt nicht zur Abstimmung zugelassen. Im Juni 2024 stellten Schüler des Siebengebirgsgymnasiums einen neuen Antrag dazu, dem der Stadtrat im Oktober 2024 zustimmte. |
| Bad Kissingen            | Bayern                       | 17. März 1933        |                                  | Die Ehrenbürgerwürde ist nur zu Lebzeiten des Geehrten gültig und erlischt mit dessen Tod. |
| Bad Kreuznach            | Rheinland-Pfalz              |                      | ?                                | [ 13 ] |
| Bad Neuenahr-Ahrweiler   | Rheinland-Pfalz              | 29. März 1933        | 4. Nov. 2020                     | |
| Bad Salzuflen            | NRW                          | 28. April 1933       | 12. Juni 1945                    | |
| Bad Oeynhausen           | Preußen                      | 5. Apr. 1933         | 7. Mai 2014                      | 2014 ausdrücklich für nichtig erklärt. |
| Bad Reichenhall          | Bayern                       | 31. März 1933        | 4. Jan. 1946                     | |
| Bad Tölz                 | Bayern                       |                      | 1946                             | |
| Baden-Baden              | Baden                        | 1. Mai 1933          | ?                                | [ 17 ] |
| Balingen                 | Württemberg                  | 23. März 1933        | 14. Juni 1946                    | |
| Bayreuth                 | Bayern                       | 23. März 1933        | 27. Nov. 2013                    | 1988 Distanzierung durch den Stadtrat. |
| Berchtesgaden            | Bayern                       | 25. März 1933        | 18. Dez. 2008                    | Aberkannt durch Gemeinderatsbeschluss. |
| Bergisch Gladbach        | Preußen                      | 1933                 | 15. Dez. 1988                    | Aberkannt auf Antrag der SPD-Fraktion vom 2. November 1988 durch Ratsbeschluss vom 15. Dezember 1988. |
| Berlin                   | Preußen                      | 1. Apr. 1933         | 16. Dez. 1948                    | |
| Biedenkopf               | Preußen                      | 23. März 1933        | 25. Juli 1946                    | Aberkennung am 25. Juli 1946 auf Beschluss der Stadtverordnetenversammlung. Erneute Aberkennung am 26. April 2007 auf Beschluss der Stadtverordnetenversammlung aufgrund der Unterstellung, dass Adolf Hitler noch immer Ehrenbürger der Stadt sei. |
| Bietigheim               | Württemberg                  | 1933                 | 16. Juni 1945                    | |
| Bochum                   | Preußen                      | 7. Apr. 1933         | 9. Nov. 1984                     | Die Ernennung erfolgte bei der ersten Stadtverordnetenversammlung nach der Machtübernahme. Hitler wurde 1984 auf Beschluss des Rats der Stadt aus der Liste gestrichen. „Der Rat teilt (zwar) die allgemeine Rechtsauffassung, daß ein Ehrenbürgerrecht mit dem Tode eines Beliehenen erlischt. Dennoch faßt er aus ethischen und moralischen Gründen vorstehenden Beschluß.“ Laut des Zeitungsartikels hatte vorher der französische Staatspräsident François Mitterrand Bochum besuchen wollen, aber Abstand genommen, als er von Hitlers Ehrenbürgerschaft erfahren hat. |
| Bonn                     | Preußen                      | 1933                 | 1945                             | Erneut durch Ratsbeschluss aberkannt 1983. |
| Borken (Hessen)          | Hessen                       | 11. Apr. 1933        | 27. Juni 2017                    | Die Stadtverordnetenversammlung der Stadt Borken (Hessen) hat den Beschluss vom 11. April 1933 zur Verleihung der Ehrenbürgerschaft Adolf Hitler aufgehoben. |
| Bornheim                 | Volksstaat Hessen            | 2. Juni 1932         |                                  | „Auch wenn nach geltendem Recht eine Ehrenbürgerschaft mit dem Tode erloschen ist, und damit als ungültig betrachtet werden muss, hat der Gemeinderat Bornheim sich als Zeichen gegen jede Art nationalsozialistischer Tendenzen und Rassismus und für Demokratie und Toleranz von dem Beschluss vom 2. Juni 1932 distanziert.“ |
| Brandenburg an der Havel | Preußen                      | 1933                 | 1991                             | Die Ehrenbürgerschaft von Adolf Hitler wurde 1991 durch die Stadtverordnetenversammlung aberkannt. |
| Braunschweig             | Braunschweig                 | 1933                 | 16. Jan. 1946                    | Entzug des Ehrenbürgerrechts für Adolf Hitler, Bernhard Rust, Dietrich Klagges, Hermann Göring, Baldur von Schirach, da diese „sich durch ihr Verhalten einer bleibenden Ehrung unwürdig gezeigt“ haben |
| Brühl                    | Preußen                      | 1933                 | 2009                             | Der Rat der Stadt Brühl hat mit einem Ratsbeschluss vom 2. März 2009 erklärt, dass er die dem Kriegsverbrecher Adolf Hitler erteilte Ehrenbürgerschaft der Stadt Brühl von 1933 sowie die Ehrenbürgerschaft von Paul von Hindenburg für nichtig betrachtet. |
| Bühl                     | Baden                        | 1933                 |                                  | Das Ehrenbürgerrecht erlischt mit dem Tode. |
| Chemnitz                 | Sachsen                      | 1933                 | 26. Sep. 1990                    | Am 26. September 1990 hat der Stadtrat die Streicherung des Namens „Adolf Hitler“ aus dem Register der Ehrenbürger beschlossen. |
| Coburg                   | Bayern                       | 26. Feb. 1932        | 20. Feb. 1946                    | Aberkannt mit einstimmigem Stadtratsbeschluss vom 20. Februar 1946. |
| Danzig                   | Reichsgau Danzig-Westpreußen | 1939                 |                                  | |
| Delitzsch                | Sachsen                      | 11. Apr. 1933        | 24. Nov. 2011                    | In der öffentlichen Stadtratssitzung am 24. November 2011 fassten die Delitzscher Stadträte eine gemeinsame symbolische Willensbekundung zur Nichtbindung der Stadt Delitzsch an die frühere Ehrenbürgerschaft Adolf Hitlers.^ |
| Dienheim                 | Rheinland-Pfalz              | 11. Mai 1933         | 28. Aug. 2024                    | |
| Dinkelsbühl              | Bayern                       | 13. März 1933        | 26. Sep. 2012                    | Aberkannt mit einstimmigem Stadtratsbeschluss vom 26. September 2012. |
| Dortmund                 | Preußen                      | 20. Apr. 1933        | 1945                             | Aberkannt unmittelbar nach dem Zweiten Weltkrieg in einer der ersten Ratssitzungen. |
| Dresden                  | Sachsen                      | 25. März 1933        | 25. Juni 1945                    | In gleicher Sitzung wurde auch die Ehrenbürgerwürde des sächsischen Reichsstatthalters Martin Mutschmann und des Reichsinnenministers Wilhelm Frick aberkannt (lt. Beschluss des Rates vom 25. Juni 1945). |
| Drohne                   | Preußen                      | 4. Aug. 1933         | 7. Juli 2010                     | Einstimmig aberkannt durch Gemeinderatsbeschluss der Rechtsnachfolgerin, der Gemeinde Stemwede, in einer Gemeinderatssitzung am 7. Juli 2010. |
| Düsseldorf               | Preußen                      | 1933                 | 2000                             | Der Rat der Stadt Düsseldorf hat in der Sitzung des Stadtrates am 21. September 2000 mit einem Beschlussvorschlag aller Ratsfraktionen Adolf Hitler die Ehrenbürgerschaft aberkannt. |
| Eggenfelden              | Bayern                       | 11. Juni 1933        | 5. Apr. 2011                     | |
| Eisenach                 | Thüringen                    | 1933                 | 5. Dez. 1946                     | 1933 zentral verliehen und Ende 1946 durch Gemeinderatsbeschluss wieder aberkannt. |
| Eppingen                 | Baden                        | 13. März 1933        | 10. Jan. 1946                    | |
| Erbendorf                | Bayern                       | 17. März 1933        | 22. März 2008                    | Mit 17 zu 2 Stimmen im Stadtrat wurde die Ehrenbürgerschaft Hitlers und Adolf Wagners aberkannt. |
| Erlangen                 | Bayern                       | 1933                 | 23. März 1983                    | |
| Esens                    | Preußen                      | 1933                 | 2011                             | Bekannt wurde die Ehrenbürgerschaft 2010 durch die Veröffentlichung einer Zeitungsmeldung aus dem Jahre 1933. Obwohl sich in den Unterlagen der Stadt kein Hinweis auf eine Ehrenbürgerschaft Hitlers befindet, entzog ihm der Stadtrat einstimmig die vermutete Ehrenbürgerschaft postum am 31. Januar 2011, „um sicher zu gehen, dass Hitler auf keinen Fall irgendwo als Ehrenbürger der Stadt Esens erwähnt werden könne“. |
| Essenheim                | Volksstaat Hessen            | 1932 /1933           | 25. Aug. 2020                    | [ 35 ] [ 36 ] |
| Ettenkirch               | Württemberg                  |                      | 25. Nov. 2013                    | Symbolische Aberkennung durch Beschluss des Gemeinderats der Stadt Friedrichshafen. |
| Ettlingen                | Baden                        | 12. Mai 1933         | 10. Mai 1945                     | Aberkennung der Ehrenbürgerschaft durch den Ettlinger Stadtrat unter Bürgermeister Fritz Strauss in der ersten Sitzung des Stadtrates am 10. Mai 1945. Bei der Sitzung wurde auch die Ehrenbürgerschaft von Gauleiter Robert Wagner aberkannt. |
| Euskirchen               | Preußen                      | 3. Apr. 1933         | 16. Apr. 1945                    | Aberkennung der Ehrenbürgerschaft in der ersten Ratssitzung nach dem Krieg. |
| Feuchtwangen             | Bayern                       | 1933                 | 1946                             | 1946 auf Beschluss des Feuchtwanger Stadtrates wieder aberkannt. |
| Forst                    | Preußen                      | 28. März 1933        | 24. Sep. 2009                    | Die Forster Stadtversammlung hat Adolf Hitler und NSDAP-Gauleiter Wilhelm Kube die Ehrenbürgerschaft posthum aberkannt. Dies wurde in der Sitzung am 24. September 2009 einstimmig beschlossen. |
| Frankfurt am Main        | Preußen                      | 1933                 | 2. Juni 1947                     | Am 2. Juni 1947 beschloss der Magistrat, Göring und Hitler die Ehrenbürgerwürde abzuerkennen. |
| Frankfurt (Oder)         | Preußen                      |                      | 1991                             | Laut der Stadt Frankfurt an der Oder wurden die in der Zeit des Nationalsozialismus verliehenen Ehrenbürgertitel auf Beschluss der Stadtverordnetenversammlung im November 1990 aberkannt. Darunter fällt auch Adolf Hitler. |
| Freital                  | Sachsen                      | Aug. 1933            |                                  | [ 40 ] |
| Fulda                    | Preußen                      |                      |                                  | Die entsprechenden Eintragungen wurden 1945/46 gelöscht, womit die Ehrenbürgerschaft aberkannt war. |
| Gau-Odernheim            | Volksstaat Hessen            | 25. Mai 1932         | 1. Aug. 2007                     | Auf Beschluss des Gemeinderates vom 1. August 2007 wurde die Ehrenbürgerschaft einstimmig aberkannt. |
| Gera                     | Thüringen                    | 20. Apr. 1933        | 30. Okt. 1946                    | Auf Beschluss der Stadt Gera vom 30. Oktober 1946 wurden die von 1933 bis 1945 verliehenen Ehrenbürgerschaften gestrichen. |
| Gladbeck                 | Preußen                      | 7. Apr. 1933         | 9. Dez. 2010                     | Einstimmig erkannte der Rat der Stadt postum die Ehrenbürgerschaft ab. Zugleich wurde auch Paul von Hindenburg die Ehrenbürgerschaft aberkannt. |
| Großniedesheim           | Bayern                       | Sep. 1932            | 27. Nov. 2014                    | Erteilt Ende September 1932. Aufgehoben durch einstimmigen Beschluss des Ortsgemeinderats vom 27. November 2014 zur nachträglichen Aberkennung. |
| Görlitz                  | Preußen                      | 1933                 | 1990                             | |
| Göttingen                | Preußen                      | 19. April 1933       | 25. August 1952.                 | Aberkennung der Ehrenbürgerrechte durch Beschluß des Hauptausschusses vom 25. August 1952. |
| Goslar                   | Preußen                      |                      | Okt. 2013                        | [ 50 ] [ 51 ] |
| Halle                    | Preußen                      | 1933                 | 29. Mai 1991                     | |
| Hamburg                  | Hamburg                      | 20. Apr. 1933        | (wahrscheinlich 6.) Juni 1945    | Aberkennung durch Bürgermeister Rudolf Petersen, zusammen mit der von Hermann Göring. Er berief sich darauf, dass er „als Bürgermeister auch im Rahmen der jetzt noch gültigen Deutschen Gemeindeordnung das Recht habe, Ehrenbürgerschaft abzuerkennen“. |
| Hameln                   | Preußen                      | 13. Apr. 1933        | 20. Sep. 2017                    | Zusammen mit Paul Hindenburg und der Mutter des NS-Märtyrers Horst Wessel, Margarete Wessel. |
| Hanau                    | Preußen                      | 28. März 1933        | 24. Juni 1946                    | Aberkennung am 24. Juni 1946 auf einstimmigem Beschluss einer frei gewählten Stadtverordnetenversammlung. |
| Hann. Münden             | Preußen                      | 30. März 1933        | 27. März 2008                    | Am 27. März 2008 wurde die Ehrenbürgerschaft durch den Rat der Stadt einstimmig aberkannt. |
| Hannover                 | Preußen                      | 6. Apr. 1933         | 9. Nov. 1978                     | Der Rat der Landeshauptstadt Hannover hat am 9. November 1978, dem 40. Jahrestag der Zerstörung der Synagoge und der Reichspogromnacht, in einer Sondersitzung eine Resolution verabschiedet, mit der Adolf Hitler und der hannoversche NS-Gauleiter Bernhard Rust aus der Liste der Ehrenbürger der Stadt Hannover getilgt wurden. Dies bekräftigten die Mitglieder des Stadtrates „in dem gemeinsamen Bewußtsein, daß alles getan werden muß, um den demokratischen Rechtsstaat vor Übergriffen rechts- und linksextremistischer Kräfte zu schützen“, indem sie sich mit ihren Unterschriften unter die Erklärung im Goldenen Buch der Stadt eintrugen. |
| Haslach i. K.            | Baden                        | 1933                 | 1946                             | |
| Hattingen/Ruhr           | Westfalen                    | 28. März 1933        | 1945                             | |
| Hausach                  | Baden                        | 27. März 1933        | 21. Feb. 2011                    | (Nach Beschluss des Gemeinderates vom 21. Februar 2011 wurde Adolf Hitler die Ehrenbürgerschaft auf Initiative regionaler Vereine und Schülern aberkannt.) |
| Heilgersdorf             | Bayern                       | 25. Sep. 1932        |                                  | |
| Helgoland                | Preußen                      | 10. Juni 1936        | 27. Apr. 2016                    | Aberkannt durch Beschluss der Gemeindevertretung auf Antrag der SSW-Fraktion, nach Wikipedia-Eintrag vom 4. Februar 2016. |
| Helmbrechts              | Bayern                       | 1933                 | 30. Dez. 1946                    | |
| Hemer                    | Preußen                      | 30. Jan. 1936        | 29. März 2011                    | Hemer ernannte Hitler im Zuge der Stadtwerdung 1936 zum Ehrenbürger. Auf Antrag der Grünen beschäftigte sich der Stadtrat 1995 erstmals wieder mit diesem Thema. Die Lokalpolitiker sahen die Ehrenbürgerschaft einstimmig als mit dem Tode erloschen an, verurteilten die damalige Entscheidung jedoch scharf. Im Rahmen der 75-Jahr-Feier der Stadt entstand 2011 eine neue Debatte, die nach einem SPD-Antrag ebenfalls einstimmig zur postumen Aberkennung des Ehrenbürger-Titels durch den Rat am 29. März 2011 führte. Der heutige Ortsteil Lauthausen, damals noch selbständige Gemeinde, schloss sich diesem Beispiel an. |
| Hennef (Sieg)            | Preußen                      | 10. Apr. 1933        | (erloschen)                      | Hennef ernannte Hitler und Hindenburg im Zuge der Amts- und Gemeindevertreterwahl vom 11. März 1933 in der feierlichen Eröffnungssitzung im April 1933 zu Ehrenbürgern. Im November 2013 distanzierte sich der Stadtrat von der damaligen Entscheidung |
| Heppenheim (Bergstraße)  | Hessen                       | 24. Apr. 1933        | 14. Aug. 1946                    | Aberkennung der Ehrenbürgerschaft in der Sitzung der Stadtverordneten am 14. August 1946. |
| Herne                    | Preußen                      | 1933                 | 1984                             | aberkannt durch Ratsbeschluss im September 1984 |
| Herrenberg               | Württemberg                  | 24. März 1933        | 15. Feb. 1946                    | |
| Hildesheim               | Preußen                      | 1933                 | 7. Feb. 1983                     | Der Rat der Stadt Hildesheim hat in seiner Sitzung am 7. Februar 1983 einstimmig eine Resolution beschlossen, in der er sich ausdrücklich von der Verleihung des Ehrenbürgerrechts an Adolf Hitler und weitere nationalsozialistische Personen distanziert. |
| Hirsau                   | Württemberg                  | Apr. 1933            |                                  | |
| Hof                      | Bayern                       | 29. März 1933        | Juni 2007                        | Aberkannt durch Stadtratsbeschluss im Juni 2007. |
| Ihringen                 | Baden                        | Juli 1932            |                                  | In der Sitzung des Gemeinderats vom 15. April 1991 wurde in einem einstimmigen Beschluss bekräftigt, dass das Ehrenbürgerrecht für Adolf Hitler mit dessen Tod erloschen ist. |
| Ichenhausen              | Bayern                       | 27. Apr. 1933        |                                  | |
| Jena                     | Thüringen                    | 20. Apr. 1933        | ?                                | aberkannt |
| Jever                    | Oldenburg                    | 31. März 1933        | 22. März 1979                    | Postum aberkannt. |
| Kalkar                   | Preußen                      | 2. Mai 1933          | (erloschen)                      | Der Stadtrat stellte am 17. Juli 2003 und erneut am 29. April 2015 fest, dass die Ehrenbürgerschaft mit dem Tod Adolf Hitlers erloschen ist. Am 29. April 2015 distanzierte sich der Stadtrat außerdem vom Beschluss aus dem Jahr 1933 und stellte fest, dass Hitler der Kalkarer Ehrenbürgerschaft unwürdig war. Dies verband der Stadtrat mit dem Hinweis auf die Verantwortung der Stadt anlässlich rassistischer und neonazistischer Übergriffe im Jahr 2015. |
| Kandel                   | Rheinland-Pfalz              | 31. März 1933        |                                  | |
| Karlsruhe                | Baden                        | 10. Mai 1933         | 25. Apr. 1946                    | |
| Kaufbeuren               | Bayern                       | 27. März 1933        | 1971                             | Aberkannt durch Stadtratsbeschluss 1971. |
| Kelheim                  | Bayern                       |                      | 2008                             | Aberkannt 2008. |
| Kevelaer                 | Preußen                      | 1933                 |                                  | In der Niederschrift des Haupt- und Finanzausschusses der Stadt Kevelaer vom 27. Mai 2003 heißt es: „[…] Da das Ehrenbürgerrecht mit dem Tode des Ehrenbürgers erlischt, ist eine Entziehung des Ehrenbürgerrechts nur so lange möglich, wie der Betreffende lebt (vgl. Kommentar Rehn/Cronauge/von Lennep zu § 34 Gemeindeordnung für das Land Nordrhein-Westfalen). Im Übrigen nimmt die Stadt Kevelaer die in Teilen der Öffentlichkeit zu diesem Thema geführte Diskussion zum Anlass, sich von der durch die Gemeinde Kevelaer im Jahre 1933 ausgesprochene Ehrung des Adolf Hitler ausdrücklich zu distanzieren. […]“ |
| Kiel                     | Preußen                      | 20. Juli 1933        | 27. Dez. 1945                    | |
| Kirchardt                | Baden                        | 1933                 | 30. April 1945 und Mai 2020      | Der Kirchardter Gemeinderat hat 1978 und erneut 2010 in öffentlicher Sitzung festgestellt, dass die Ehrenbürgerrechte Hitlers mit seinem Tod erloschen sind. Im Mai 2020 erkannte der Gemeinderat Hitler die Ehrenbürgerwürde formell ab. |
| Köln                     | Preußen                      | 30. März 1933        | 27. Apr. 1989                    | |
| Kolbermoor               | Bayern                       | 27. März 1933        | 22. Feb. 1946                    | |
| Kleve                    | Preußen                      | 30. Juni 1933        | 23. Apr. 2008                    | |
| Koblenz                  | Preußen                      | 29. März 1933        | 27. Juni 1985                    | |
| Kulmbach                 | Bayern                       | 27. Apr. 1933        | 1945                             | aberkannt Ende 1945 |
| Landsberg am Lech        | Bayern                       | 24. Apr. 1933        |                                  | „Aus den Annalen der Stadt gestrichen“. |
| Landshut                 | Bayern                       | Dez. 1935            | 1946                             | Durch Beschluss des kommissarischen Stadtrats. |
| Langen                   | Volksstaat Hessen            | 17. Mai 1933         | 8. Juli 1983                     | Von Hitler bestätigt mit einem Schreiben vom 22. November 1934. Die Ehrenbürgerschaft der Stadt Langen wurde ihm durch eine Verfügung von Bürgermeister Hans Kreiling vom 8. Juli 1983 aberkannt. |
| Laufen                   | Bayern                       | 31. März 1933        | 11. Juni 1945                    | |
| Leipzig                  | Sachsen                      | 1933                 | 20. Dez. 1990                    | Die Verleihung des Ehrenbürgerrechts an Adolf Hitler und drei weitere nationalsozialistische Personen wurde nachträglich aberkannt. |
| Lehengericht             | Baden                        | 20. Apr. 1933        |                                  | In Sitzungen des Ortschaftsrats Lehengericht sowie des Gemeinderats der Stadt Schiltach distanzierten sich die Gemeindevertreter im Oktober 2013 von der Entscheidung. |
| Lengfeld                 | Bayern                       | 29. Mai 1933         |                                  | Von Hitler bestätigt mit einem Schreiben vom 22. November 1934. |
| Leutershausen            | Bayern                       | 6. Juni 1932         | 20. Mai 1948                     | [ 77 ] |
| Lindau                   | Bayern                       | 1933                 | 2005                             | [ 78 ] |
| Lübben (Spreewald)       | Preußen                      |                      | 26. Juni 2008                    | [ 80 ] |
| Lübeck                   | Lübeck                       | 1933                 | Juni 1946                        | |
| Lüdenscheid              | Preußen                      | 18. Apr. 1933        | ?                                | Adolf Hitler und Paul von Hindenburg wurde die Ehrenbürgerwürde wieder aberkannt. |
| Lünen                    | Preußen                      | 1. Juni 1934         | 15. Dez. 2016                    | Adolf Hitler und Paul von Hindenburg wurde die Ehrenbürgerwürde durch einstimmigen Ratsbeschluss aberkannt |
| Magdeburg                | Preußen                      | 1933                 | 1946                             | |
| Mainsondheim             | Bayern                       | 1. Mai 1933          | 13. Aug. 1945                    | [ 81 ] |
| Mainz                    | Volksstaat Hessen            | 1933                 | 12. Dez. 2002                    | Adolf Hitler wurde nie vom Mainzer Stadtrat zum Ehrenbürger ernannt, sondern war Ehrenbürger der unabhängigen Gemeinden Gonsenheim (Mai 1933) und Hechtsheim; durch Eingemeindung von Gonsenheim 1938 wurde er damit automatisch Ehrenbürger von Mainz. Diese Ehrenbürgerwürde wurden vom Mainzer Stadtrat 2002 einstimmig aberkannt. |
| Marbach am Neckar        | Württemberg                  | 5. Mai 1933          | 22. Juli 2010                    | Ehrenbürgerschaft durch Gemeinderatsfraktionsbeschluss symbolisch annulliert, jedoch könne „die Geschichte nicht nachträglich geändert werden“. |
| Marburg                  | Preußen                      | 3. Apr. 1933         | 1946                             | Aberkennung bereits 1946 auf Anordnung der amerikanischen Militärbehörde. |
| Maulbronn                | Württemberg                  | 1933                 | 2007                             | [ 84 ] |
| Meißen                   | Sachsen                      | 1933                 | 1996                             | |
| Meiningen                | Thüringen                    | 8. Jan. 1933         | Nov. 1946                        | aberkannt |
| Memmingen                | Bayern                       | 1933                 | 1945                             | aberkannt |
| Merseburg                | Preußen                      | 3. April 1933        | 25. Mai 1945                     | Aberkennung durch den von den Amerikanischen Besatzern eingesetzten „Vorläufigen Ausschuss“. Durch Beschluss des Stadtrates am 22.5.2025 bestätigt. |
| Mindelheim               | Bayern                       | 25. März 1933        |                                  | |
| Mittenwald               | Bayern                       | 29. Apr. 1933        |                                  | |
| München                  | Bayern                       | 1939                 | 1946                             | |
| Münchingen               | Württemberg                  | 20. Apr. 1933        | 27. Juli 2010                    | Einstimmig aberkannt durch Beschluss des Gemeinderats der Stadt Korntal-Münchingen. |
| Münster                  | Preußen                      | 1933                 |                                  | Am 19. Juni 1945 aberkannt, sofern Hitler noch leben sollte. |
| Murnau am Staffelsee     | Bayern                       | 15. März 1933        | 20. Juni 1945                    | [ 89 ] |
| Nastätten                | Preußen                      | 14. Juni 1932        |                                  | Erste Stadt in Preußen |
| Neunburg vorm Wald       | Bayern                       | 1933                 |                                  | Man geht davon aus, dass deren Ehrenbürgerrecht mit dem Tod erloschen ist und deshalb nicht mehr aberkannt werden konnte. |
| Neuruppin                | Preußen                      |                      | 2004                             | [ 27 ] |
| Neunkirchen (Saar)       | Saargebiet                   | 9. Okt. 1934         |                                  | Die Ehrenbürgerschaft ist mit dem Tod erloschen. |
| Neustadt an der Aisch    | Bayern                       | 7. März 1932         | 5. Feb. 1946                     | |
| Niederstetten            | Württemberg                  | 25. März 1933        |                                  | |
| Nordhausen               | Preußen                      | 20. Apr. 1933        | 29. Aug. 1990                    | durch Stadtrat gestrichen |
| Nortorf                  | Preußen                      | 3. Apr. 1933         | 23. Apr. 2013                    | Zum 60. Jahrestag der Verleihung des Ehrenbürgerrechts an Adolf Hitler waren sich alle Nortorfer Kommunalpolitiker einig, es gebe für sie Wichtigeres, als sich mit dem Ehrenbürgerrecht Hitlers zu befassen, schrieben die Kieler Nachrichten vom 3. April 1993. Eine Bürgerinitiative setzte sich 80 Jahre nach Verleihung dafür ein, die Entziehung der Ehrenbürgerschaft Hitlers (ebenso wie die des Gauleiters Hinrich Lohse) auszusprechen. Schließlich stimmten die Stadtverordneten einstimmig dafür. |
| Oberrot                  | Württemberg                  | 25. März 1933        | ?                                | Es wird seit einigen Jahren diskutiert, ob die Ehrenbürgerschaft mit dem Tod erloschen ist, eine Distanzierung gab es bislang nicht. |
| Oelsnitz/Vogtl.          | Sachsen                      | 1. Apr. 1933         | 2003                             | Mit Ratsbeschluss offiziell aberkannt. |
| Oldenburg                | Oldenburg                    | 1937                 | 1948                             | |
| Passau                   | Bayern                       | 1. Apr. 1933         |                                  | Die Verleihung erfolgte am 1. April 1933 zusammen mit Paul Hindenburg. Die Aberkennung des Ehrenbürgerrechts ist juristisch betrachtet postum zwar nicht möglich, die Stadt Passau distanziert sich jedoch ausdrücklich von dieser Ehrung. |
| Penzberg                 | Bayern                       | 27. Apr. 1933        | 21. Feb. 1946                    | Verleihung zusammen mit Gauleiter Wagner. |
| Plauen                   | Sachsen                      | 1. März 1933         | 1945                             | |
| Potsdam                  | Preußen                      | 1933                 | 15. Aug. 1990                    | |
| Radebeul                 | Sachsen                      | 1933                 |                                  | Ehrenbürger von Radebeul und Kötzschenbroda; Aberkennung unbekannt. |
| Radolfzell am Bodensee   | Baden                        | 1933                 | nach 1945                        | Aberkennung nach 1945 |
| Recklinghausen           | Preußen                      | 19. Apr. 1933        | 17. Sep. 1984                    | Nachträgliche Nullifikation durch einstimmige Deklaration des Rates der Stadt Recklinghausen mit dem Tenor, dass die Nazis und die undemokratisch-diktatorischen Verhältnisse im April 1933 der Stadt Recklinghausen die Ehrenbürgerschaft Hitlers aufgezwungen haben und dass somit „Adolf Hitler nie rechtens Ehrenbürger von Recklinghausen war. Wer nicht rechtens Ehrenbürger war, dem kann und braucht auch 39 Jahre nach seinem Tod eine Ehrenbürgerschaft nicht abgesprochen werden. Der Rat der Stadt Recklinghausen stellt daher […] fest, dass ein Verbrecher wie Adolf Hitler nie Ehrenbürger von Recklinghausen war und deshalb auch nicht in der Liste der Ehrenbürger in unserer Stadt geführt wird.“                                          |
| Regensburg               | Bayern                       | 1933                 |                                  | Mit Stadtratsbeschluss vom 29. September 2011 wurde die angeblich seit 1966 gängige Praxis der Stadtverwaltung bestätigt, Adolf Hitler nicht mehr in der Ehrenbürgerliste zu führen. Die Anerkennung der Ehrenwürde von 1933 wurde dabei ausdrücklich verurteilt, eine Aberkennung jedoch aus formaljuristischen Gründen nicht vorgenommen. |
| Reichenbach              | Preußen                      | 1933                 | 1946                             | Nach Kriegsende aus der offiziellen Liste gestrichen. |
| Reilingen                | Baden                        | 20. März 1933        | 1946                             | Gemeinde Reilingen. |
| Roth                     | Bayern                       | 1934                 | 9. Dez. 1947                     | Mit Stadtratsbeschluss vom 9. Dezember 1947 aberkannt. |
| Saarbrücken              | Saargebiet                   | 9. Okt. 1934         | 2001                             | 2001 aufgrund eines Stadtratsbeschlusses aus der Liste der Ehrenbürger gestrichen. |
| Sankt Andreasberg        | Preußen                      | 4. Apr. 1933         |                                  | Angenommen durch eigenhändig unterzeichnetes Schreiben am 17. Juni 1933. Für die Aufhebung der Ehrenbürgerschaft Hitlers sieht der Bürgermeister keinen Handlungsbedarf, weil in Niedersachsen eine Ehrenbürgerschaft mit dem Tod erlischt. |
| Schrobenhausen           | Bayern                       | 1933                 | 1. Aug. 1946                     | Durch Stadtratsbeschluss wieder aufgehoben. |
| Schwabach                | Bayern                       | 15. Sep. 1933        | 27. März 2009                    | Der Stadtrat hat sich am 27. März 2009 in einem symbolischen Akt einstimmig distanziert. |
| Schwabmünchen            | Bayern                       | Ende Apr. 1933       | 21. März 1947                    | [ 106 ] |
| Schwalmtal               | Preußen                      | 1933                 | 19. Jan. 2010                    | In Amern St. Georg am 12. April 1933 zum Ehrenbürger ernannt. Symbolische Distanzierung am 19. Januar 2010 durch die Rechtsnachfolgerin Gemeinde Schwalmtal. |
| Schwandorf               | Bayern                       |                      | 23. Feb. 1948                    | Vom Stadtrat aberkannt. |
| Siegen                   | Preußen                      | 1. Apr. 1933         | 29. Aug. 2007                    | Der Rat der Stadt Siegen hat am 29. August 2007 die Ehrenbürgerschaft postum aberkannt. Eine politische Erklärung wurde bei der Aberkennung im Stadtrat nicht abgegeben. Der Stadtrat reagierte damit auf öffentlichen Druck, der durch die Berichterstattung über einen Bürgerantrag in lokalen Medien entstanden war. Mehrere Anträge bzw. Vorstöße von politischen Gruppen aus dem Stadtrat und von außerhalb des Rates, darunter der Gesellschaft für Christlich-Jüdische Zusammenarbeit, die Ehrenbürgerschaft ausdrücklich auch postum abzuerkennen, waren in den 1980er Jahren und später im Stadtrat abgelehnt worden. Die Mehrheit des Stadtrates hatte die Rechtsauffassung vertreten, dass das Ehrenbürgerrecht mit dem Tod Hitlers erloschen sei. |
| Simmern/Hunsrück         | Preußen                      | 1933                 | 12. Dez. 2002                    | [ 108 ] |
| Singhofen                | Preußen                      | 4. Mai 1932          |                                  | Erste Gemeinde in Preußen |
| Soest                    | Preußen                      | 20. Apr. 1933        | 19. Juni 1946                    | |
| Sommerach                | Bayern                       | 11. Apr. 1933        |                                  | [ 110 ] |
| Sondershausen            | Preußen                      |                      | 8. Jan. 1947                     | [ 111 ] |
| Speyer                   | Bayern                       | 27. Apr. 1933        | 21. Juni 1946                    | Im Juni 1946 auf Beschluss des Speyrer Stadtrates wieder aberkannt. |
| Spremberg                | Preußen                      | 1. Feb. 1934         | 3. Nov. 2014                     | Durch einen Artikel im Heimatkalender der Stadt Spremberg für das Jahr 2015 wurde bekannt, dass Adolf Hitler im Jahr 1934 Ehrenbürger der Stadt geworden war. Nach dem öffentlichen Hinweis durch einen Lokalredakteur, dass Adolf Hitler noch immer Ehrenbürger der Stadt Spremberg sei, entzog die Stadtverordnetenversammlung am 3. November 2014 Paul von Hindenburg, Adolf Hitler und Wilhelm Kube die Ehrenbürgerschaft. |
| Stavenhagen              | Mecklenburg                  | Apr. 1933            | 17. Okt. 2013                    | Die Stadtvertretung von Stavenhagen erkannte am 17. Oktober 2013 mit einstimmigem Beschluss die Ehrenrechte ab. |
| Stutensee                | Baden                        | Mai 1933             | 17. Dez. 2018                    | Der Gemeinderat beschloss, Adolf Hitler, Robert Wagner und Walter Köhler das Ehrenbürgerrecht gemäß § 22 Abs. 2 der Gemeindeordnung für Baden-Württemberg zu entziehen. |
| Stolberg (Rheinland)     | Preußen                      | 1933                 | 1986                             | |
| Stuttgart                | Württemberg                  | 1933                 | 5. Aug. 1946                     | |
| Tegernsee                | Bayern                       | 1933                 | 5. Apr. 2016                     | Die Aberkennung erfolgte am 5. April 2016 durch einen einstimmigen Stadtratsbeschluss. |
| Traunstein               | Bayern                       | 31. März 1933        | 14. März 1946                    | Die Verleihung der Ehrenbürgerschaft erfolgte auf Antrag der Ortsgruppe der NSDAP infolge dringender Anordnung von Bürgermeister Vonfichts. Gleichzeitig wurde die Rosenheimer Straße in Adolf-Hitler-Straße umbenannt. Vom Stadtrat am 14. März 1946 förmlich aufgehoben. In einer Sitzung vom 12. Januar 1998 entschied der Hauptausschuss des Stadtrates, sich von den Ehrenbürgerrechten, die an Adolf Hitler, Paul von Hindenburg, Ludwig Siebert und Adolf Wagner verliehen wurden, zu distanzieren. |
| Trier                    | Preußen                      | 1933                 | 2. Sep. 2010                     | Aberkennung durch den Stadtrat (eine Gegenstimme) am 2. September 2010. Vor dem Jahr 2010 wurde die Ehrenbürgerschaft schon als ungültig betrachtet, sie sei „durch verbrecherisches und würdeloses Handeln verwirkt. [Die Aberkennung sei ein] Zeichen gegen Rassismus und Nationalismus und für Demokratie und Toleranz“, so der Antragsteller Oberbürgermeister Klaus Jensen. |
| Troisdorf                | Preußen                      | 4. Apr. 1933         |                                  | Die Ehrenbürgerurkunde ist nur zu Lebzeiten der geehrten Person gültig und erlischt mit dessen Tod. |
| Trostberg                | Bayern                       | 31. März 1933        |                                  | Ehrung erscheint in keiner Ehrenbürgerliste mehr, eine formale Aberkennung erfolgte nicht. |
| Uetersen                 | Preußen                      | 1934                 | 15. Dez. 2015                    | Hitler wurde 1934 anlässlich der 700-Jahr-Feier der Stadt und der Einweihung des Rosariums in Abwesenheit zum Ehrenbürger ernannt. Am 1. November 1934 nahm er die Ehrenbürgerschaft schriftlich an. Nachdem für eine Aberkennung nach dem Ende des Zweiten Weltkriegs durch den provisorischen Stadtrat keine schriftlichen Belege gefunden wurden, beschloss der Stadtrat am 15. Dezember 2015, Hitler die Ehrenbürgerwürde zu entziehen. |
| Uffing                   | Bayern                       | 21. März 1933        | 1945                             | Im Dezember 2021 nochmals symbolisch aberkannt, der Gemeinderat bedauert die damalige Verleihung. |
| Ulm                      | Württemberg                  | 15. Mai 1933         | 23. Juni 1945                    | Hitler wurde anlässlich des ersten Zusammentretens des „gleichgeschalteten“ Rates zusammen mit Reichsstatthalter Wilhelm Murr und dem lokalen NSDAP-Reichstagsabgeordneten Wilhelm Dreher zum Ehrenbürger ernannt. Am 1. November 1934 bedankte sich Hitler schriftlich für die Verleihung der Ehrenbürgerwürde. In der Ausgabe des ersten Amtsblatts der Stadt Ulm nach dem Ende des Zweiten Weltkriegs wurden die im Mai 1933 erteilten Ehrenbürgerschaften wieder aberkannt. |
| Untersambach             | Bayern                       | 20. März 1934        |                                  | [ 121 ] |
| Waldheim                 | Sachsen                      | 20. Apr. 1933        | ?                                | [ 122 ] |
| Wattenscheid             | Preußen                      | 3. Apr. 1933         | 9. Nov. 1984                     | Die Ernennung erfolgte bei der ersten Stadtverordnetenversammlung nach der Machtübernahme. Gleichzeitig wurde Hindenburg Ehrenbürger, und ein zentraler Platz zum Adolf-Hitler-Platz umbenannt. Hitler wurde 1984 auf Beschluss des Rats der Stadt Bochum, zu der Wattenscheid seit 1975 gehört, aus der Liste gestrichen (siehe dort). |
| Weiden i.d.Opf.          | Bayern                       | 9. Nov. 1933         | ?                                | [ 125 ] |
| Weilburg                 | Preußen                      | 1933                 | 1946                             | 1946 auf Beschluss des Weilburger Stadtrates wieder aberkannt. |
| Weinsberg                | Württemberg                  | 16. März 1933        | 12. März 1946                    | Ehrenbürgerrecht wurde am 12. März 1946 aberkannt. |
| Wertheim                 | Baden                        | 1933                 | 7. Dez. 1945                     | Durch Gemeinderatsbeschluss vom 7. Dezember 1945 für nichtig erklärt. |
| Wiesentheid              | Bayern                       | 1933                 | ?                                | Nach dem Zweiten Weltkrieg aus der Ehrenbürgerliste gestrichen. |
| Wilhelmshaven            | Preußen, ab 1937 Oldenburg   | 10. März 1933        | 15. Feb. 1984                    | Am 10. März 1933 gemeinsam mit Hindenburg geehrt. Nach der Vereinigung der Städte Wilhelmshaven und Rüstringen zur Stadt Wilhelmshaven nochmalige Ehrung am 29. Juni 1937. Beide Verleihungen wurden mit einstimmigem Ratsbeschluss vom 15. Februar 1984 rückgängig gemacht. |
| Wittstock/Dosse          | Preußen                      |                      | 1999                             | [ 27 ] |
| Worms                    | Volksstaat Hessen            | 2. Mai 1933          | 18. Dez. 1946                    | Am 18. Dezember 1946 vom Stadtrat aberkannt. |
| Wolfach                  | Baden                        | 25. März 1933        | ?                                | Gemeinsam mit Hindenburg. |
| Wuppertal                | Preußen                      | 4. Apr. 1933         | ?                                | Nach dem Zweiten Weltkrieg aberkannt. |
| Würzburg                 | Bayern                       | 2. Mai 1933          | 13. Aug. 1945                    | Nach dem Zweiten Weltkrieg aberkannt. |
| Zaisenhausen             | Baden                        | 2. Feb. 1933         | 27. Nov. 2018                    | Durch Gemeinderatsbeschluss vom 27. November 2018 offiziell aberkannt. |
| Zwickau                  | Sachsen                      | 1933                 |                                  | In der Stadt Zwickau geht man davon aus, dass das Ehrenbürgerrecht mit dem Tod erlischt. |

### Österreich
| Stadt/Gemeinde                                                 | Land             | Datum der Verleihung         | Datum der Aberkennung | Bemerkungen/Quellen |
| -------------------------------------------------------------- | ---------------- | ---------------------------- | --------------------- | --- |
| Amstetten                                                      | Niederösterreich | 1939                         | 24. Mai 2011          | Anfang der 2000er Jahre herrschte noch die Meinung, dass die Ehrenbürgerschaft mit dem Tod erlischt. Der Gemeinderat Raphael Lueger (Grüne) machte 2011 wieder auf das Thema aufmerksam. Ein vom Bürgermeister Herbert Katzengruber (SPÖ) am 24. Mai 2011 eingebrachter Dringlichkeitsantrag wurde vom Gemeinderat angenommen und am selben Tag wirksam. Die Mandatare der FPÖ enthielten sich der Abstimmung. |
| Anif                                                           | Salzburg         | Apr. 1933                    |                       | |
| Autendorf (heute Teil der Gemeinde Drosendorf-Zissersdorf)     | Niederösterreich | 23. Juli 1932                |                       | |
| Braunau am Inn                                                 | Oberösterreich   |                              | 7. Juli 2011          | Ehrenbürgerschaft aberkannt (7. Juli 2011). |
| Döllersheim (heute Teil der Gemeinde Pölla)                    | Niederösterreich |                              |                       | |
| Eisenstadt                                                     | Burgenland       |                              |                       | |
| Fügen (Tirol)                                                  | Tirol            | März 1933                    | 1933                  | |
| Gloggnitz                                                      | Niederösterreich | 1938                         |                       | |
| Graz                                                           | Steiermark       | vor Apr. 1940                |                       | Nicht als ehemaliger Ehrenbürger aufgeführt. Ein Eintrag im Goldenen Buch der Stadt Graz laut Büro des Bürgermeisters, vom 7. November 2014 jedoch nicht. |
| Gut am Steg (heute Teil der Gemeinde Spitz (Niederösterreich)) | Niederösterreich | 16. Juli 1932                |                       | |
| Haslach an der Mühl                                            | Oberösterreich   |                              |                       | |
| Hermagor                                                       | Kärnten          | Juni 1938                    | April 2025            | |
| Imst                                                           | Tirol            | 28. März 1933                | 1933                  | Aberkennung erfolgte gegen den Willen der Gemeinde durch den Tiroler Landtag. |
| Kirchberg am Wagram                                            | Niederösterreich | 1938                         |                       | Die Gemeinde wollte ihm schon im Mai 1933 die Ehrenbürgerschaft verleihen, doch kam das Verbot der NSDAP dazwischen. |
| Klagenfurt am Wörthersee                                       | Kärnten          | 9. Apr. 1938                 | 2011                  | Aktuell kein Ehrenbürger. Zeremonie am 4. April 1938, Aberkennung 2011 |
| Kramsach                                                       | Tirol            | 7. März 1933                 | Sep. 1933             | |
| Leibnitz                                                       | Steiermark       |                              |                       | Ehrenbürgerschaft aberkannt (Zeitpunkt nicht bekannt). |
| Mariazell                                                      | Steiermark       | 1938                         |                       | |
| Ottenschlag (Niederösterreich)                                 | Niederösterreich | 1938                         |                       | |
| Puchenstuben                                                   | Niederösterreich |                              |                       | Ehrenbürgerschaft aberkannt (Zeitpunkt nicht bekannt). |
| Reisberg (heute Teil der Gemeinde Wolfsberg)                   | Kärnten          | 1932                         | 20. Dez. 2019         | Die Ehrenbürgerschaft wurde von der Gemeinde Reisberg verliehen, die später in Wolfsberg eingemeindet wurde. Da unterschiedliche Rechtsauffassungen bestanden, ob die Ehrenbürgerschaft mit dem Tod erloschen ist oder nicht, wurde 2019 die Ehrenbürgerschaft vom Wolfsberger Gemeinderat explizit aberkannt.                                                                                                 |
| Rohrmoos-Untertal                                              | Steiermark       |                              |                       | Ehrenbürgerschaft aberkannt (Zeitpunkt nicht bekannt). |
| Schalchen (Oberösterreich)                                     | Oberösterreich   |                              |                       | Bis Mai 2011 kein Aberkennungsbeschluss. |
| Unken (Salzburg)                                               | Salzburg         | 17. April 1933 / August 1938 |                       | Die am 17. April 1933 an Adolf Hitler verliehene Ehrenbürgerschaft wurde aufgrund des am 19. Juni 1933 ausgesprochenen Verbotes der NSDAP erst nach dem Anschluss 1938 überreicht. |
| Völkermarkt                                                    | Kärnten          | 1938                         |                       | |
| Waidhofen an der Ybbs                                          | Niederösterreich |                              | 9. Apr. 2012          | Vom Magistrat hieß es im Mai 2011, dass die Rechtsmeinung geteilt werde, dass es sich bei einer Ehrenbürgerschaft um ein „höchstpersönliches Recht handelt, das mit dem Tod erlischt“. Ein Widerruf sei daher rechtlich gar nicht möglich. Am 9. April 2012 widerrief der Gemeinderat die Ehrenbürgerschaft.                                                                                                   |
| Weizelsdorf (Kärnten) (heute Teil von Feistritz im Rosental)   | Kärnten          |                              |                       | |

### Sonderfälle
Adolf Hitler wurde in Wien nicht zum Ehrenbürger ernannt. Der Historiker Gerhard Botz vermutet, dass Hitler selbst dies nicht wollte.